# 4916 Brumberg
4916 Brumberg (1970 PS) là một tiểu hành tinh vành đai chính được phát hiện ngày 10 tháng 8 năm 1970 bởi Đài vật lý thiên văn Crimean ở Nauchnyj.